# 12 Stones (album)
12 Stones è il primo ed eponimo album in studio del gruppo rock statunitense 12 Stones, pubblicato nel 2002.

## Tracce
1. Crash – 3:42
2. Broken – 2:59
3. The Way I Feel – 3:47
4. Open Your Eyes – 3:11
5. Home – 3:24
6. Fade Away – 3:56
7. Back Up – 3:57
8. Soulfire – 2:54
9. In My Head – 3:53
10. Running Out of Pain – 3:11
11. My Life – 3:04
12. Eric's Song – 3:23

## Formazione
- Paul McCoy – voce
- Eric Weaver – chitarra
- Kevin Dorr – basso
- Aaron Gainer – batteria, percussioni